# Сир из мијеха
Сир из мијеха је аутохтони херцеговачки сир. Специфичности овог сира огледају се у томе што се прави од непастеризованог млијека и чува се у мијеху од овчије коже. Због свог јединственог начина производње, није га могуће производити индустријски.

## Средства и услови припреме
- преса за цијеђење свјежег сира
- приручни алат за припрему мијеха
- пар гранчица
- комадић шпаге
- велика тегла за припрему домаћег сиришта
- топла просторија у којој се чува мијех за вријеме зрења[2]

## Припрема
Сир из мијеха производи се најчешће од непастеризованог крављег, а нешто ријеђе од овчијег и козјег млијека. Млијеко се загријава на температуру од 31 до 35 °C. У то се додаје природно сириште. За око један сат сир се циједи и ставља под пресу. Када је сир добро исцијеђен, реже се или мрви рукама, након чега се ставља у мијех. Мијех мора бити направљен од овчије коже и може бити кориштен само једном. Када се у мијеху скупи довољно свјежег сира, мијех се затвара и започиње процес зрења. Процес зрења обично траје два мјесеца, након чега је сир спреман за употребу.
Торотан се прави на исти начин. Једина разлика је у томе што се са млијека прије сирења скине кајмак, па је мање мастан.

## Изглед и укус
Сир из мијеха има специфичан укус и веома оштар мирис због мијеха у коме се чува. Боја сира варира од бијеле до блиједожуте. Када је у зрелој фази, сир је у облику неправилних комада различитих величина.  
На специфичан укус овог сира утиче вегетација, клима, те врсте биљака које се користе у исхрани стоке чије је млијеко кориштено у процесу производње.